# Pokey LaFarge
Pokey LaFarge, geboren als Andrew Heissler (Bloomington, 26 juni 1983), is een Amerikaans muzikant die door Amerikaanse folk en blues geïnspireerde muziek maakt.

## Levensloop

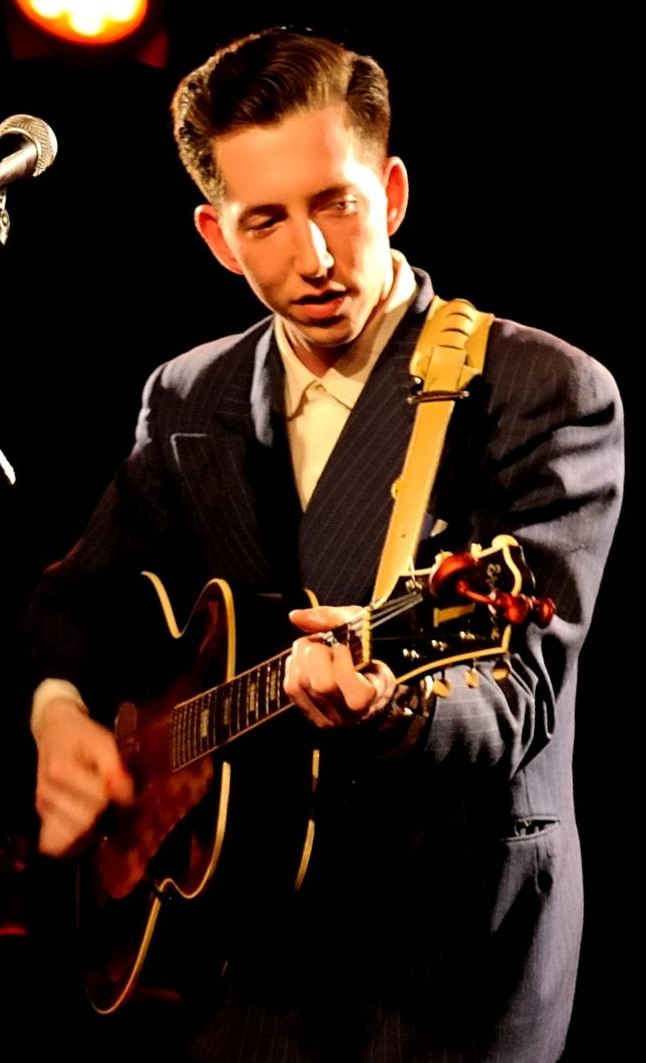
Pokey LaFarge in Duitsland in 2012.

### Jeugd
LaFarge raakte al in zijn jeugd geïnteresseerd in geschiedenis en literatuur en werd sterk beïnvloed door zijn grootvaders. Een van hen was lid van de St. Louis Banjo Club, die hem zijn eerste gitaar en tenorbanjo gaf. De ander, een amateurhistoricus, leerde hem over de Amerikaanse Burgeroorlog en de Tweede Wereldoorlog.
In zijn vroege tienerjaren ontdekte hij de muziek van bluesmuzikanten als Skip James, Robert Wilkins en Sleepy John Estes. Nadat hij op 16-jarige leeftijd Bill Monroe had gehoord, ruilde LaFarge de gitaar die zijn grootvader hem had gegeven in voor een mandoline. Nadat hij in 2001 was afgestudeerd aan de University High School, liftte hij op zeventienjarige leeftijd naar de westkust en verdiende hij zijn brood als straatmuzikant. Hij ontmoette Ryan Koenig en Joey Glynn van de St. Louis-band The Rum Drum Ramblers terwijl hij op straat speelde in Asheville, North Carolina.

### Carrière
In 2009 vormde hij de groep Pokey LaFarge & the South City Three, bestaande uit: Joey Glynn (staande bas), Adam Hoskins (gitaar), en Ryan Koenig (multi-instrumentalist, mondharmonica en wasbord), en hijzelf (zang en gitaar). De groep heeft St. Louis als thuisbasis. Tot 2012 bracht de groep in deze samenstelling een vijftal albums uit, waaronder het door BJ Baartmans geproduceerde live-album Live in Holland. In 2013 werd de groep uitgebreid met TJ Muller op kornet en trombone en Chloe Feoranzo op klarinet en saxofoon en trad de groep nu gewoon op onder de naam Pokey LaFarge.
Het eponieme album Pokey LaFarge uit 2013 werd door LaFarge samen met Ketch Secor geproduceerd voor Third Man Records. Secor was de violist van de Old Crow Medicine Show, naast LaFarges eigen band werd ook meegwerkt door OCMS-leden Critter Fuqua en Morgan Jahnig.
In 2015 werd op Rounder Records het album Something In The Water uitgebracht, gevolgd door Manic Revelations in 2017. Musici waren de leden van de originele South City Three, aangevuld met drummer Matt Meyer.
In 2021 bracht LaFarge met een geheel nieuwe groep musici het album In the Blossom of Their Shade uit, een album dat muzikaal ver verwijderd is van zijn op het verleden geïnspireerde eerder werk. In het nummer "Mi Ideal" wordt de albumtitel uitgelegd. "Rotterdam" is een hulde aan Nederland en aan de havenstad in het bijzonder.
Gedurende een periode waarin LaFarge werkte op een boerderij in Maine, kreeg hij de inspiratie voor het album Rhumba Country, dat in 2024 uitgebracht werd op New West Records. Medecomponist was Elliot Bergman en samenzang is er met Addie Hamilton, met wie LaFarge in 2023 in het huwelijk trad. Het album ademt opnieuw een tropische, zomerse stemming.

## Discografie
Albums
- Marmalade (zelf uitgegeven, 2006)
- Beat, Move, and Shake (2008)
- Riverboat Soul (2010)
- Chittlin' Cookin' Time in Cheatham County (2011)
- Middle of Everywhere (2011)
- Live in Holland (2012)
- Pokey LaFarge (2013)
- Something in the water (2015)
- Manic Revelations (2017)
- Rock Bottom Rhapsody (2020)
- In the Blossom of Their Shade (2021)
- Rhumba Country (2024)

## Gitaar
LaFarge heeft een voorliefde voor een archtopgitaar, meestal speelt hij op een van het merk Epiphone.